# Rafael Vaca Váldez
Rafael Vaca Váldez (* 1934 in Mexiko) ist ein ehemaliger mexikanischer Radrennfahrer.
In der Mannschaftswertung des Straßenrennens der Panamerikanischen Spiele 1955 erreichte er den zweiten Platz mit Magdaleno Cano und Antonio Solis. 1956 fuhr Rafael das olympische Straßenrennen für Mexiko bei den Olympischen Spielen 1956, das er aber nicht beendete. Im selben Jahr gewann er auch die Vuelta al Centro de la República und beendete die Siegesserie von Ángel Romero Llamas.

## Erfolge
| Jahr | Erfolg | Erfolg        | Rennen                           |
| ---- | ------ | ------------- | -------------------------------- |
| 1953 | Sieger | 11. Etappe    | Vuelta al Centro de la República |
| 1953 | 2.     | Gesamtwertung | Vuelta al Centro de la República |
| 1954 | 3.     | Gesamtwertung | Vuelta al Centro de la República |
| 1955 | 2.     | 2.            | Panamerikanische Spiele          |
| 1956 | Sieger | 05. Etappe    | Vuelta al Centro de la República |
| 1956 | Sieger | 10. Etappe    | Vuelta al Centro de la República |
| 1956 | Sieger | 12. Etappe    | Vuelta al Centro de la República |
| 1956 | Sieger | 13. Etappe    | Vuelta al Centro de la República |
| 1956 | Sieger | Gesamtwertung | Vuelta al Centro de la República |
| 1957 | Sieger | Gesamtwertung | Vuelta al Centro de la República |